# Pierre Larancuent
Pierre Larancuent, född 1981, död i september 2017 i Valencia i Spanien, var en författare som även var dömd för grovt narkotikabrott.
Larancuent dömdes 2003 till 14 års fängelse för grova narkotikabrott i samband med en ecstasyhärva i Göteborg. År 2007 träffade han den morddömde Ricard Nilsson på Kumlafängelset och senare flyttades båda två till Tidaholmsfängelset. De fann ett gemensamt intresse i att skriva, och har tillsammans gett ut tre böcker.
Boken Män utan nåd (2012) är författad medan bägge författarna avtjänade fängelsestraff på en högsäkerhetsanstalt. Den baseras på ett verkligt fall med hänvisningar till en rad offentliga dokument med korrekt angivna diarienummer, och påtalar missförhållanden inom kriminalvården och rättssystemet. I tidningen Kulturen skrev recensenten "... skriver bra gör de, någon av dem måste vara en naturbegåvning som skribent ...", där de autentiskt följer en medfånge genom instanserna och beskriver hans ångest inför utvisningen till Iran på ett psykologiskt trovärdigt sätt.
Boken Med döden som skugga (2013) är en kriminalroman om jakten på en seriemördare som gäckar både polis och kriminella organisationer.
Boken När orättvisan segrar (2016) är en novellsamling om vad som händer bakom stängda dörrar, dit rättvisans gudinna har vänt ryggen.
Larancuent sköts till döds 2017 i Valencia i Spanien i samband med ett polisingripande, där en av poliserna knivhöggs till döds av Larancuent.